# Strange Darling
Strange Darling är en amerikansk erotisk skräckthrillerfilm från 2023. Filmen är regisserad av JT Mollner som även skrivit filmens manus.
Filmen premiärvisades på Fantastic Fest i Austin, Texas i september 2023 och hade biopremiär i Sverige den 13 december 2024.

## Handling
Filmen inleds med ett engångsligg som blir början på en brutal mordorgie.

## Rollista (i urval)
- Willa Fitzgerald – kvinnan
- Kyle Gallner – demonen
- Madisen Beaty – Gale
- Bianca Santos – Tanya
- Steven Michael Quezada – Pete
- Ed Begley Jr. – Frederick
- Barbara Hershey – Genevieve
- Jason Patric – berättare (röst)
- Giovanni Ribisi – Art Pallone (röst)